# Burdunellus
Burdunellus (jelentése: „kis öszvér”,) az ötödik század végének egyik római trónbitorlója volt, akit a  Consularia Caesaraugustana-ban említettek. Feljegyezték róla, hogy 496-ban császárnak kiáltatta ki magát.  Végül saját támogatói elhagyták, átadták őt a törvényes hatóságoknak, és Tolosába küldték, ahol egy bronz bikában halálra égették. Burdunellus uralmának helye ismeretlen, de valószínűleg az Ebro völgye volt az, Caesaraugusta központjában.